# Rhipidocephala lambertoni
Rhipidocephala lambertoni är en tvåvingeart som först beskrevs av Stanley Willard Bromley 1942.  Rhipidocephala lambertoni ingår i släktet Rhipidocephala och familjen rovflugor.
Artens utbredningsområde är Madagaskar. Inga underarter finns listade i Catalogue of Life.